# 西面武士
西面武士，是鎌倉時代在上皇身邊奉仕負責警衛工作的武士集團。
1200年，後鳥羽上皇為對抗鎌倉幕府拉攏了一批武士，在他創設的院御所西面觀看他們演練武藝，因此得名西面武士。
1221年承久之亂後，因與後鳥羽上皇倒幕，事後隨上皇被流配，西面武士也被廢止。